# Gros-Réderching
Gros-Réderching település Franciaországban, Moselle megyében. Lakosainak száma 1273 fő (2022. január 1.). Gros-Réderching Achen, Bettviller, Bining, Bliesbruck, Obergailbach, Rimling, Rohrbach-lès-Bitche és Wœlfling-lès-Sarreguemines községekkel határos.

## Népesség
A település népességének változása:
| Lakosok száma | 886  | 964  | 1065 | 1323 | 1309 | 1328 | 1333 | 1350 | 1324 | 1273 |
|               | 1968 | 1982 | 1990 | 2006 | 2013 | 2015 | 2017 | 2019 | 2020 | 2022 |